# Leadership entrepreneurial
Le leadership entrepreneurial comprend l’application de toutes les qualités de leadership d'une personne à la construction et le développement d’une idée pour un nouveau produit ou service. Une personne capable de démontrer le leadership entrepreneurial aura du succès dans son entreprise. Elle saura comment bien encourager les gens à avoir confiance en elle et les produits qu’elle vend. Cette personne pourra aussi trouver une façon d’introduire quelque chose de complètement nouveau aux clients potentiels tout en les assurant que le produit améliora leur qualité de vie. Un entrepreneur qui démontre ce type de leadership doit pouvoir rapidement réagir aux changements des environnements externes et internes pour assurer le succès de son entreprise.

## Qualités d'un leader entrepreneurial
Les qualités requises afin d'être un bon leader entrepreneurial sont les suivantes :
- Le bon sens des affaires
- L’esprit de décision
- La faculté de motiver les autres
- L’intégrité
- La vision
- La capacité de déléguer
- La propension à changer
- Un bon jugement
- Une motivation forte pour la réussite
- Une conscience de l’organisation
- Des talents de planificateur
- La faculté d’avoir une vue d’ensemble
- La détermination

## L'évolution des responsabilités
| Hier/aujourd'hui                                       | Aujourd'hui/demain |
| ------------------------------------------------------ | --- |
| Travail= production quotidienne                        | Travail = production quotidienne + amélioration permanente                                                                                         |
| Priorité à la hiérarchie                               | Priorité au client |
| Obéissance                                             | Autonomie/responsabilité |
| Spécialisation                                         | Compétent en plusieurs domaines |
| Rapports de force                                      | Partenaire, gagnant/gagnant |
| Gestionnaire                                           | Leader |
| Chef                                                   | Entraineur, facilitateur, formateur, expert, coordinateur                                                                                          |
| Entreprise: famille/ communauté                        | Entreprise apprenante et gestion dynamique des compétences                                                                                         |
| Stabilité                                              | Changement permanent |
| Poste                                                  | Rôle, mission |
| Nouveaux rôles du management                           | Nouveaux rôles du management |
| Superviser 1 à 10 personnes                            | Superviser 12 à 50 personnes |
| Gérer et contrôler                                     | Fédérer autour d’une vision, animer les processus de travail, stimuler et coordonner, faire pratiquer l’autocontrôle                               |
| Organiser et planifier                                 | Mettre en œuvre des processus de résolution de problèmes, d’amélioration de la qualité, de recherche de performances et de réponses aux événements |
| Définir des fonctions                                  | Confier des missions |
| Montrer l’exemple par la technicité et les compétences | Accompagner le développement des compétences des collaborateurs et pratiquer le coaching                                                           |
| Décider les directives et les déléguer                 | Décider et, de plus en plus, faire prendre des décisions aux collaborateurs et mettre en œuvre l’ “empowerment”                                    |
| Avoir des idées                                        | Faire émerger les idées du groupe, mobiliser l’intelligence de tous                                                                                |

## Un leader entrepreneurial
Dwight Carlson est un homme enthousiaste et innovatif qui a fondé trois organisations, incluant Coherix, une organisation technologique qui utilise l’Imagerie Numérique Holographique crée à l’Université de Michigan; Perceptron, une compagnie de machine à vision trois dimensions ; et Xycom, une corporation de système de test d’émissions de véhicule. Carlson prospère en générant l’esprit de corps, en ayant un environnement enthousiaste et en ayant la satisfaction de faire partie d’une équipe gagnante. Il déclare que son style de gestion est basé sur l’ouverture, l’intégrité et la capacité de prendre des risques. Certains disent qu’il est un expert par rapport au leadership entrepreneurial.
En choisissant de bons employés, il alloue ses efforts dans la provision du leadership entrepreneurial, qui consiste en la formation d’une vision qui, initialement, semble difficile, mais il convainc les employés de joindre son parcours.
D’après Carlson, il a plusieurs rôles principaux comme leader. Premièrement, c’est sa responsabilité de recruter les membres de son équipe. Ensuite, c'est aussi lui qui doit assurer la création, la promotion, le développement et l’entraînement de la culture de l’entreprise. Après que tout le monde s’adapte à la culture et la philosophie de l’entreprise, une stratégie doit être implantée.
Quand on parle de gérer les employés, Carlson suggère de ne jamais appeler les travailleurs des employés mais, plutôt les membres de l’équipe. Il dit aussi qu’on ne gère pas les personnes mais on gère les activités de l’organisation et qu’il y a un lien direct entre l’innovation et le degré de contrôle.
En ce qui concerne le futur, Carlson dit qu’il dépense au moins 60 % de son temps à la planification. Il dit que les entrepreneurs ne sont pas des joueurs. Quand un entrepreneur fonde une organisation, dans sa tête, c’est une idée forte et solide. C'est seulement son opinion.

## Le leadership entrepreneurial dans les pays en développement
De nos jours, les institutions essaient de promouvoir l’esprit entrepreneurial dans les pays en développement. Cette nouvelle idée est fondée sur la notion que l’éducation de gestion pour les habitants des pays en développement est plus bénéfique à long terme que le flux continue des donations.
Agency for International Development, Cisco et World Learning sont des exemples de collaboration visant à promouvoir le leadership entrepreneurial dans les pays en développement. Les programmes appliqués comprennent de l’information sur l’esprit entrepreneurial, la communication et la technologie.
L’objectif de l’alliance est d’entraîner plus de 2500 étudiants au cours de 2e année, d’améliorer les entreprises locales, d’augmenter les salaires et aider à agrandir les économies en général. Leurs efforts comprennent des initiatives comme améliorer les curriculums d’éducation, fournir des bourses d’études et inclure de plus en plus les femmes et les enfants dans les systèmes d’éducation.
Depuis l’année 2000, USAID et Cisco travaillent ensemble pour fournir l’accès à l’Internet pour l’éducation de la gestion.
L’idée en général est que pour aider les pays en développement, la meilleure solution est de créer des entreprises durables et d’entraîner correctement les leaders de demain.